# ملحم (سلماس)
ملحم هي قرية في مقاطعة سلماس، إيران. عدد سكان هذه القرية هو 4,576 في سنة 2006.